# Hanna Rek (2. singel 1961)
Hanna Rek – drugi singiel Hanny Rek wydany w 1961 roku przez Polskie Nagrania. Zawierał utwory pierwotnie umieszczone na płytach szelakowych wytwórni Polskie Nagrania, oraz Pronit w 1960 roku.

## Lista utworów
Strona a:
1. Złoty pierścionek (Jerzy Wasowski – Roman Sadowski)

Strona b:
1. Romeo (Henryk Klejne – Tadeusz Urgacz)

## Płyty szelakowe z nagraniami z singlaHanna Rek
- [1960] Muza 3354 / Pronit 3354 – Romeo[4]
- [1960] Muza 3360 / Pronit 3360 – Złoty pierścionek[5]

## Muzycy
- Hanna Rek – śpiew
- Zespół Instrumentalny Bogusława Klimczuka – akompaniament